# Dwa Sokoły

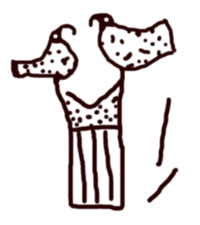
Serech z imieniem władcy

„Dwa Sokoły” – władca Egiptu o nieznanym imieniu z okresu protodynastycznego, zaliczany do tzw. dynastii 0. Znany jest z serechu zwieńczonego dwoma sokołami, obecnego na naczyniu odkrytym w el-Beda. Nie udało się dotąd rozszyfrować imienia władcy. Pochowany został w Umm al-Kaab koło Abydos.